# Ermita de San Sebastián (Rociana del Condado)
La ermita de San Sebastián es un templo católico que se encuentra en el municipio de Rociana del Condado, provincia de Huelva (España). Esta ermita esta bajo el patrocinio de San Sebastián y alberga a la Santa Cruz de la Calle La Fuente.

## Descripción

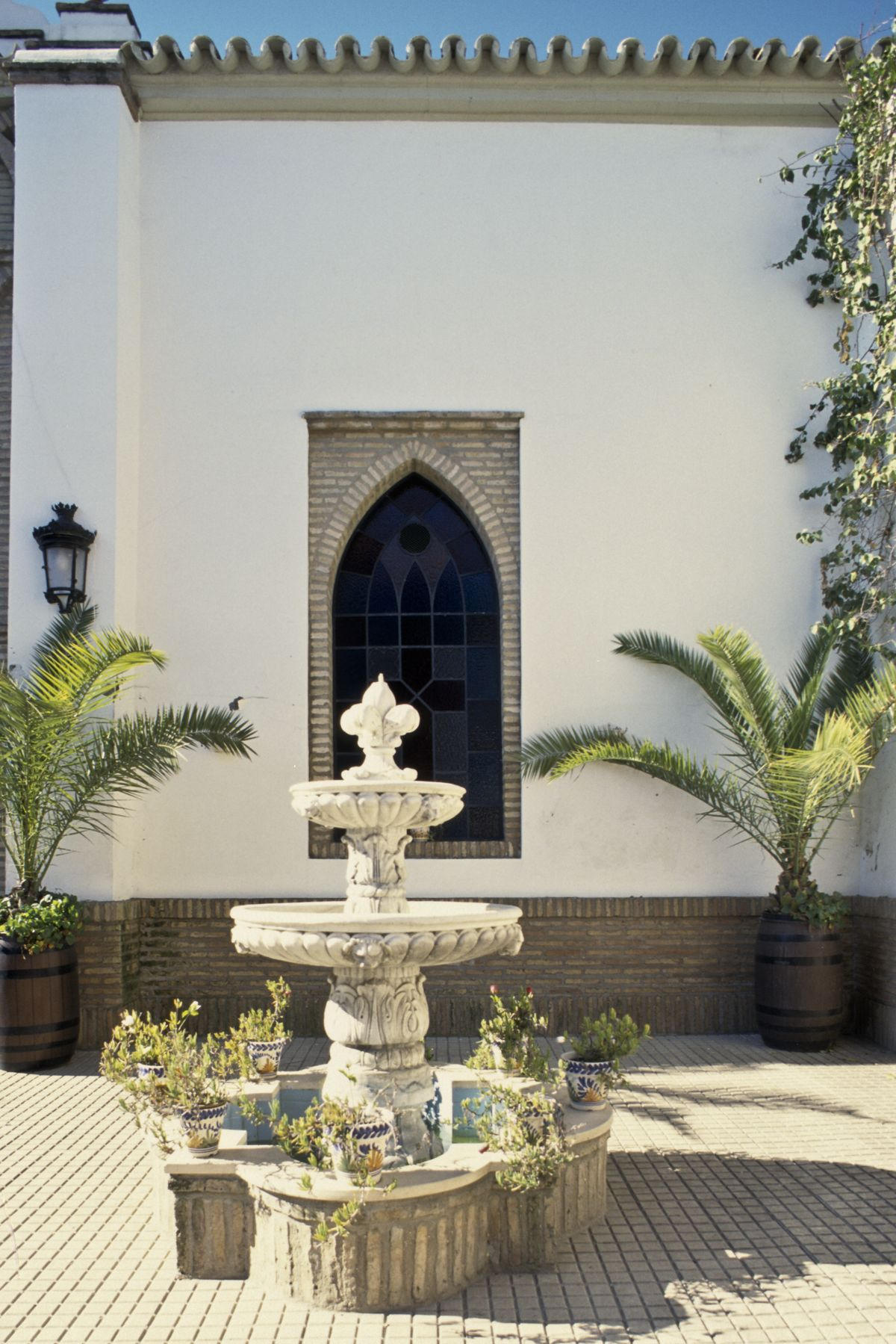
Fuente

La fachada es de estilo neomudéjar tardío con alquería ciega de ladrillo limpio flanqueada por pilastras. La puerta es ojival y se remata por un friso de arcos ciegos apuntados y entrelazados. A ambos lados de la puerta, dos vidrieras sobre ladrillo y cubierta de teja árabe. Un pequeño porche, en el que se encuentra una fuente, símbolo de la cruz que alberga, separa la fachada de la vía pública.
En la parte superior se encuentra una espadaña barroca de dos cuerpos de campanas. El primer cuerpo posee dos campanas con el nombre de los patrones de Rociana —Virgen del Socorro y San Bartolomé Apóstol. Entre ellas se sitúa unos azulejos con la inscripción «Ermita siglo XVIII». Sobre este primer cuerpo se sitúa el segundo, que posee una sola campana con el nombre de la advocación del templo. Las campanas se encuentran bajo arcos ojivales. La espadaña se decora con pináculos cerámicos de color marrón.
El edificio está formado por una sola nave. En su interior, a la derecha se encuentra el altar de la imagen de San Sebastián, que se sitúa entre columnas dórico-toscanas pareadas, sobre un podio con losange. El entablamento se decora con triglifos, y entre ellos flechas y pomos, en alusión a su advocación. Se corona con un frontón triangular. Frente a la entrada se localiza otro retablo de frontón triangular, con dos columnas decoradas con frescos del pintor local Antonio Paniagua. La techumbre es de madera y estilo mudéjar.

## Historia
Fue concebida originalmente como la ermita del antiguo cementerio que existía en la actual Plaza del Llano, hasta que a principios del siglo XX fue construido el actual cementerio municipal en la carretera de Niebla. Tras la Guerra Civil, el edificio pasó a propiedad del ayuntamiento y fue utilizado como colegio de niñas, ocupando el actual edificio del centro médico contiguo a la ermita. En 1978, la capilla fue cedida a la Hermandad de la Cruz de la Calle La Fuente para situar en ella su sede, la cual adquirió la imagen del santo ese mismo año. Entre 1993 y 1994 se acometió la reforma de la ermita, sustituyendo su antigua fachada por la actual.